# Hjeltefjorden
Hjeltefjorden est un fjord du comté de Vestland, en Norvège. Le fjord long de 35 km s'étend du nord au sud entre de nombreuses îles menant du large à la ville de Bergen . Il traverse les municipalités de Fedje, Øygarden, Alver et Askøy . Son nom est dérivé de Hjaltland, le nom en vieux norrois des Shetland. Les principales routes maritimes de Bergen aux Shetland passaient par Hjeltefjorden.
Hjeltefjorden est une route maritime majeure vers la ville de Bergen, et elle va de l'île de Fedje au nord jusqu'à Byfjorden au sud. Il est délimité à l'ouest par les îles de Øygarden et Sotra et à l'est par les îles de Radøy, Holsnøy, Herdla et Askøy.
Hjeltefjorden a été le site des dernières étapes de la bataille d'Alvøen en 1808.

## Voir également
- Liste des fjords norvégiens